# 塔夫利省
塔夫利省（俄语：Таврическая губерния）是俄羅斯帝國的一個省。範圍包括克里米亞、聶伯河下游、黑海和亞速海沿岸地區。
面積39,497平方公里，1906年人口1,634,700人。首府辛菲羅波爾。
成立於1802年，1921年10月18日改為蘇維埃自治共和國，北部歸烏克蘭蘇維埃社會主義共和國。省名是克里米亞的希臘語的稱呼。

## 外部連結
- Map of Taurida (1882)